# Lee Cole
Pour les articles homonymes, voir Cole.
Lee Cole, né le 21 février 1995, est un joueur international de hockey sur gazon irlandais qui joue au poste de défenseur au Monkstown HC,.

## Biographie
Lee est né le 21 février 1995 en Irlande.

## Carrière

### En club
Lee joue avec le Monkstown HC en championnat irlandais,.

### En équipe nationale
Lee a fait ses débuts en 2015 dans le cadre d'une série de matchs amicaux face à la France à Dublin. En 2018, il a représenté l'Irlande pour concourir à la Coupe du monde 2018 qui s'est tenu à Bhubaneswar,. En 2019, il a participé aux Finales des Hockey Series masculin 2018-2019 au Touquet-Paris-Plage. En 2023, il a participé à l'Euro II 2023 à Dublin dans laquelle il a remporté la médaille d'or avec son équipe.

## Palmarès
- : 1er à l'Euro II 2023
- : 2e aux Hockey Series 2018-2019